# Francis Couvreur
Francis Couvreur, né le 11 décembre 1968 à Bruges, est un footballeur belge, qui évoluait comme attaquant de pointe.

## Carrière
Francis Couvreur passe par toutes les catégories d'âge au FC Bruges jusqu'en 1988, quand il est appelé dans le noyau A par l'entraîneur Henk Houwaart. La concurrence en attaque est énorme dans l'équipe brugeoise, qui compte dans ses rangs des joueurs comme Jan Ceulemans, Marc Degryse, Kenneth Brylle, Frank Farina ou Dimitri M'Buyu. Il doit attendre le 9 septembre 1989 pour jouer ses premières minutes sous le maillot brugeois, lorsqu'il remplace Frank Farina durant un match contre La Gantoise. Ce sera son seul match de la saison, qui voit le Club remporter le titre de champion de Belgique. L'année suivante, il ne joue que deux matches comme réserviste, et il décide de quitter le club pour obtenir plus de temps de jeu.
Francis Couvreur signe un contrat à Eeklo, club de Division 2, en 1991. Après un an, il est transféré par Ostende, où il devient rapidement une valeur sûre grâce à sa vitesse et sa technique balle au pied. Le club remporte le Tour Final et remonte en première division, mais il décide de rester en D2 et rejoint Harelbeke. Il s'impose rapidement dans l'équipe première, et forme avec Joris De Tollenaere un duo d'attaquants percutants. En 1995, il remporte à nouveau le Tour Final. Cette fois, il reste pour tenter l'aventure de la première division. Mais après une saison parmi l'élite, il quitte le club, et rejoint Roulers, en Division 3.
En 1998, Francis Couvreur est champion de D3 avec Roulers. Mais il ne monte pas avec le club, et rejoint Ingelmunster, entraîné par son ex-équipier à Bruges, Jan Ceulemans. Après un an, Ceulemans quitte le club, imité par Couvreur. Il joue ensuite dans des équipes de niveau inférieur, respectivement Ninove, Wevelgem City, le White Star Lauwe, Gistel, Varsenare, Lovendegem et le KSK Heist.

## Palmarès
- 1 fois champion de Belgique en 1990 avec le FC Bruges.
- 2 fois vainqueur du Tour Final de D2 en 1993 avec le KV Ostende et en 1995 avec Harelbeke.
- 1 fois champion de Belgique de D3 en 1998 avec Roulers.